# Anne Royall
 (décembre 2022).
La mise en forme du texte ne suit pas les recommandations de Wikipédia : il faut le « wikifier ».
Les points d'amélioration suivants sont les cas les plus fréquents :
- Les titres sont pré-formatés par le logiciel. Ils ne sont ni en capitales, ni en gras.
- Le texte ne doit pas être écrit en capitales (les noms de famille non plus), ni en gras, ni en italique, ni en « petit »…
- Le gras n'est utilisé que pour surligner le titre de l'article dans l'introduction, une seule fois.
- L'italique est rarement utilisé : mots en langue étrangère, titres d'œuvres, noms de bateaux, etc.
- Les citations ne sont pas en italique mais en corps de texte normal. Elles sont entourées par des guillemets français : « et ».
- Les listes à puces sont à éviter, des paragraphes rédigés étant largement préférés. Les tableaux sont à réserver à la présentation de données structurées (résultats, etc.).
- Les appels de note de bas de page (petits chiffres en exposant, introduits par l'outil «  Source ») sont à placer entre la fin de phrase et le point final[comme ça].
- Les liens internes (vers d'autres articles de Wikipédia) sont à choisir avec parcimonie. Créez des liens vers des articles approfondissant le sujet. Les termes génériques sans rapport avec le sujet sont à éviter, ainsi que les répétitions de liens vers un même terme.
- Les liens externes sont à placer uniquement dans une section « Liens externes », à la fin de l'article. Ces liens sont à choisir avec parcimonie suivant les règles définies. Si un lien sert de source à l'article, son insertion dans le texte est à faire par les notes de bas de page.
- La présentation des références doit suivre les conventions bibliographiques. Il est recommandé d'utiliser les modèles {{Ouvrage}}, {{Chapitre}}, {{Article}}, {{Lien web}} et/ou {{Bibliographie}}. Le mode d'édition visuel peut mettre en forme automatiquement les références.
- Insérer une infobox (cadre d'informations à droite) n'est pas obligatoire pour parachever la mise en page.

Pour une aide détaillée, merci de consulter Aide:Wikification.
Si vous pensez que ces points ont été résolus, vous pouvez retirer ce bandeau et améliorer la mise en forme d'un autre article.
 (décembre 2022).
 (janvier 2024).
Anne Royall (née le 11 juin 1769 et morte le 1er octobre 1854) est une écrivaine de voyage et rédactrice en chef de journaux. Elle a notamment publié son propre journal historique, Paul Pary (1831-1836), qui devient The Huntress en 1836. Elle devient donc la première journaliste américaine.  

## Enfance
En 1772, Anne Royall et ses parents déménagent à la frontière de l'Ouest de Pennsylvanie, dans une petite cabane avec uniquement un lit, une table et quatre tabourets. La jeune fille perd son père étant enfant, et sa mère se remarie avec un homme du nom de Butler. Celui-ci décède en 1782. À la suite de cela, en 1785, Anne et sa famille appauvrie arrivent dans la ville de Staunton, dans l'Ouest de la Virginie, pour retrouver de la famille. Puis, quelque temps après, ils partent à Sweet Springs pour trouver un soulagement à la maladie de peau dont est atteinte la mère d'Anne. Ils y rencontrent le major William Royall, un vétéran, reclus de la révolution américaine. Le riche gentleman-farmer devient le mentor d'Anne et l’intéresse beaucoup. 

## Mariage et voyage
À 28 ans, Anne Newport se marie au major, qui avait la cinquantaine, et devient Anne Royall. Ils n'ont pas d'enfants et pendant 15 ans ils vivent confortablement dans une maison Sweet Springs. Son mari meurt en 1812, faisant sa femme veuve et son neveu ses exécuteurs testamentaires. William Royall laisse à sa femme l'utilisation de l'ensemble de sa succession, mais les proches du défunt contestent le testament et gèlent la majorité des actifs de succession. Sept années de litiges s"ensuivirent. Le testament est finalement confirmé en 1817, mais les proches de Royall font appel du jugement. 
En attendant le nouveau procès, Anne Royall part en voyage de 1817 à 1825. Elle passe quatre ans à parcourir l'Alabama, écrivant des lettres à son ami et avocat, Matthew Dunbar. Pendant ce temps, en 1819, un jury décide d'annuler le testament de William Royall, dépossédant Anne de son héritage.
Au cours de ses voyages dans le Sud, Anne se lance dans l'écriture d'un livre parlant de ses voyages à travers le pays. Elle rentre à Washington en 1824 pour demander une pension fédérale en tant que veuve d'un officier de la guerre d'indépendance. Anne Royall finit par appeler le secrétaire d'État John Quincy Adams pour discuter de la question des pensions. Celui-ci lui promet de soutenir ses efforts pour obtenir une pension.
Après six semaines de pause à Washington, Anne reprend son voyage jusqu'en 1829 pour recueillir de nouveaux documents pour son ouvrage. Dans chaque ville, l'écrivaine interviewe des personnalités éminentes et prend des notes concernant la population de chaque ville, l'industrie, les transports locaux, les dialectes régionaux, les modes vestimentaires...

## Carrière littéraire
Les publications d'Anne Royall comprennent dix volumes de livres de voyage, un roman ainsi que deux journaux. Royall avait 57 ans lorsqu'elle a publié son premier livre sous le pseudonyme A Traveller: Sketches of History, Life, and Manners in the United States. Pendant quatre ans, L'écrivaine sort un ouvrage par an ; The Tennessean (1827), The Black Book et A Continuation of Travels in the United States 3 vols. (1829), Travels Continued in the United States 2 vols. (1829), Letters from Alabama (1830), et enfin Mrs. Royall's Southern Tour ainsi que Black Books 3 vols. (1831). Elle écrit aussi une pièce de théâtre, appelé The Cabinet.
A 62 ans, Anne installe une imprimerie chez elle, et commence à publier un journal hebdomadaire du nom de Paul Pry. Celui-ci dénonce l'incompétence et la corruption du gouvernement. Anne embauche des orphelins pour l'aider dans son journal et le premier numéro parait le 3 Décembre 1831. Paul Pry se compose des éditoriaux originaux d'Anne Royall, de publicité et présente des extraits d'autres journaux. L'écrivaine rebaptise son journal The Huntress, en 1836.
Ses écrits lui créent de nombreux ennemis. En effet, s'étant autoproclamée gardienne de la démocratie, Royall raconte partout où elle va, la corruption par l'Etat, détaillant les complots politiques.

## Arrestation et procès
Anne Royall habite sur Capitol Hill, à Washington, près d'une salle des machines. Celle-ci était une ancienne caserne de pompier, et servait de lieu de rendez-vous à une petite congrégation presbytérienne. L'écrivaine qui a longtemps fait des presbytériens un objet de mépris dans ses écrits, s'oppose à ce qu'ils utilisent ce bâtiment comme un brouillage des frontières entre l'église et l'Etat. 
Un homme du nom de John Coyale, greffier du congrès et membre de la congrégation, commence à prier devant la fenêtre d'Anne, ainsi que d'autre membre viennent lui rendre visite, afin de tenter de la convertir. La journaliste les renvoie en jurant. Les membres portent plaintes  contre elle, et elle est arrêtée.
Pendant le procès, plusieurs témoins viennent témoigner, dont George Watterston, l'ancien bibliothécaire du Congrès, ainsi que William Eaton, le secrétaire à la guerre. Le 31 juin 1829, la Cour de circuit des Etats-Unis reconnait Anne Royall coupable d'être une réprimande commune, définie en vertu de la common law désuète d'Angleterre comme une nuisance publique, une femme gênant et en colère qui brise la paix publique. Anne, âgées de 60 ans, sourit dans le siège de l'accusé pour ses actes éhontés de liberté d'expression et de presse libre.
La punition traditionnelle de la common law consistant à esquiver a été jugée obsolète par le tribunal. Anne Royall a simplement été condamnée à une amende 10$. Ce sont deux journalistes du principal journal de Washington qui ont payé cette amande.